# 小玉Deepfake換臉事件

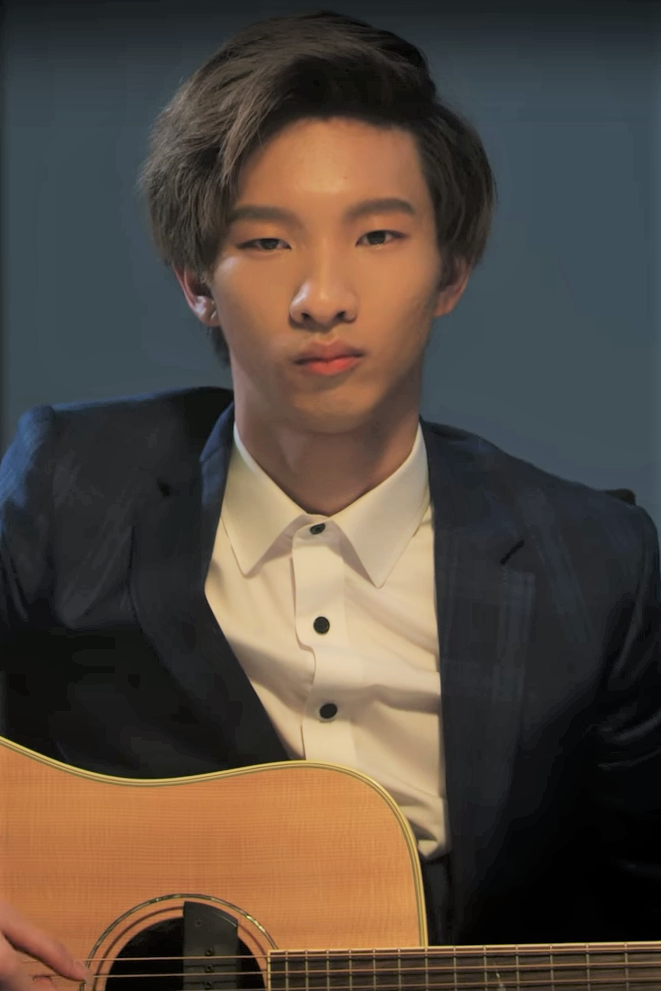
YouTuber小玉（本名朱玉宸）

小玉Deepfake換臉事件，或稱為深偽事件，小玉事件，是指發生於2020年至2021年間臺灣网络红人朱玉宸（小玉）濫用Deepfake技術將女艺人、女明星、女性政治人物、女名人、女網紅等女性的臉部惡意合成到成人片角色臉上的深偽色情事件。該案件依《中華民國刑法》妨害風化、妨害名譽等罪及《個人資料保護法》起訴，臺灣高等法院依違反《個人資料保護法》判決朱應合併執行5年有期徒刑，不得易科罰金，另有1年8月刑期得易科罰金，後中華民國最高法院於2024年5月8日駁回上訴定讞，正在服刑中。

## 案情

### 犯罪細節
2020年7月，網路上開始出現許多台灣名人被用Deepfake換臉軟體合成製做的色情影片。這些影片先是以30秒短片的形式，上傳至名為「台灣網紅挖面」之推特帳號及粉絲團（後於2021年1月更名為「台灣網紅影片合成」）做為免費宣傳片，以此招攬會員。於2021年2月，該「換臉事業」又在YouTube建立「盜臉駭客」頻道，同樣散佈換臉宣傳短片。在會員付款之後，會被引導至「亞洲only換臉群」或「亞洲onlySVIP頻道」之Telegram私密群組，在此可以觀看更多、更長的合成影片，依據會員消費的等級，有不同的待遇。至2021年10月招募已逾8000會員，不法獲利新台幣1100萬元。此外《鏡週刊》曾於2020年12月開始派出人員調查該群組長達數月，發現他們不僅大量販售換臉色情片，也不定期販售素人或名人未經同意外流的性私密影像、素人遭偷拍影片。

### 犯嫌
據調查主謀為朱玉宸，綽號與藝名「小玉」，是曾經擁有137萬訂閱者（截止至2022年6月16日）的YouTuber，此前也曾引起許多爭議，例如一百萬新台幣泡澡、試喝母奶等。另有一名莊姓助理為共犯。

### 受害者
受害者身分多為台灣公眾人物，涵蓋網紅、藝人、政治人物、主播及素人，幾乎都為女性。因時任中華民國總統蔡英文亦曾為深偽技術犯罪受害者，雖非小玉所為，但她仍表示譴責並呼籲政府不應坐視此等事件發生，並促成中華民國法務部推動修法。其中，陳之漢（藝名館長）為唯一已知的男性受害者。少數受害者為外國籍人士。

## 反應
2020年10月，受害者之一的YouTuber奎丁在個人頻道揭露自己被「換臉事業」利用的事，並親自臥底調查「換臉事業」的營利手法。但卻遭惡意報復，其影片變成免費宣傳。
2021年5月，鏡週刊對此事件做了專題報導，揭發了更多「換臉事業」的營利內幕，也訪問了部分受害者的想法。
2021年10月19日，朱玉宸犯行首度在媒體曝光後，包含錫蘭Ceylan等諸多YouTuber紛紛譴責。
2021年10月25日，受害者之二的民主進步黨籍立法委員高嘉瑜和高雄市議員黃捷，舉行記者會呼籲重視DeepFake所衍生的數位性犯罪問題，推動修法彌補現行法律的不足。同時在記者會上也透露目前已和至少35名被害人組成自救互助群組，將集體對朱玉宸提告。
2021年11月，YouTube官方宣布因朱玉宸違反YouTube創作者責任政策，無期限停止其頻道的營利資格。

## 刑事追究
2021年10月19日，警方透過「換臉事業」的資金流向，發現嫌犯為朱玉宸和其助理莊炘睿，將兩人逮捕。詢後依涉嫌散布猥褻物品與妨害名譽等罪将涉案人移送臺灣新北地方檢察署偵辦，扣押個人財產。警方估計，朱玉宸等嫌不法獲利高達新台幣1100萬元，受害者超過100人。檢察官裁定朱玉宸新台幣50萬元交保，但後來考量其財產及犯罪所得基本上已遭查扣，無法負擔高額保釋金，因此減為30萬元。
2021年12月，朱玉宸的賓士車遭法拍新台幣195萬元。
2022年3月16日，新北地檢署偵查終結，認定換臉案不法獲利達新台幣1338萬元，受害者119人，依《個人資料保護法》、《中華民國刑法》加重誹謗、妨害風化等罪起訴朱玉宸及助理莊炘睿。
2022年4月21日，新北地院首度開庭，朱玉宸及助理莊炘睿坦承犯行，向受害者道歉求和解。
2022年6月9日，新北地院再度開庭，受害者之一的黃捷表示絕對不會和解，並在記者會上強調重視新型態數位性犯罪的嚴重性。
2022年7月21日，臺灣新北地方法院一審宣判，依《個人資料保護法》判處共119罪，處朱玉宸5個月有期徒刑，合併應執行5年6月，沒收犯罪所得新臺幣1178萬餘元。共同正犯莊炘睿處3個月有期徒刑，合併應執行3年8月，沒收犯罪所得130萬元，均可易科罰金，全案可上訴，刑事附民部分，裁定移送民事庭審理。
2022年8月，檢方認為量刑過輕提起上訴。
2023年12月28日，二審臺灣高等法院宣判，改判朱玉宸有期徒刑5年，不得易科罰金，另有期徒刑1年8月得易科罰金；莊炘睿有期徒刑4年6月，得易科罰金。臺灣高等法院指出，83位被害人另提出《刑法》加重誹謗罪告訴，36位則未提起，一審卻均論119罪相同刑度，尚有未當，考量現今網路影像流通無遠弗屆、難以完全消除，本案影片又數量龐大，獲利非微，朱、莊2人所侵害法益難以完全回復原狀，一審量刑稍嫌過輕，難謂罪刑相當，應予撤銷改判。高院表示，2人利用被害人身為公眾人物的名氣，濫用換臉軟體，將被害人的面部特徵合成於猥褻影片上，上傳供付費者觀覽，不僅破壞社會善良風俗，更嚴重侵害人性尊嚴及名譽，造成被害人精神損害非輕微。高院審酌本案合成影片數量龐大，獲利高達千萬，犯罪情節非輕，朱玉宸又是主謀，改判83罪分別量處7月刑（被害人有提告妨害名譽部分），定應執行5年，不得易科罰金，須入獄；另36罪各處6月刑（被害人未提告妨害名譽部分），定應執行1年8月，得易科罰金60萬元；莊炘睿83罪各處5月刑、36罪各處4月刑，定應執行4年6月，得易科罰金162萬元，可上訴。
2024年5月8日，檢方和朱玉宸、莊炘睿皆上訴第三審，中華民國最高法院審結認為二審判決認事用法並無違誤，量刑妥適，並無違背法令之處，因此維持原審判決，駁回雙方上訴，終審定讞。並通知檢方啟動防逃機制。
2024年5月29日，朱玉宸入獄服刑。